# Serguéi Gólubev
Serguéi Gólubev –en ruso, Сергей Голубев– (Cherepovets, URSS, 28 de enero de 1978) es un deportista ruso que compitió en bobsleigh en la modalidad cuádruple.
Ganó dos medallas en el Campeonato Mundial de Bobsleigh, plata en 2005 y bronce en 2003, y dos medallas en el Campeonato Europeo de Bobsleigh, oro en 2005 y bronce en 2006.
Participó en dos Juegos Olímpicos de Invierno, en los años 2002 y 2006, ocupando el octavo lugar en Salt Lake City, en la prueba cuádruple.

## Palmarés internacional
| Campeonato Mundial | Campeonato Mundial           | Campeonato Mundial | Campeonato Mundial |
| Año                | Lugar                        | Medalla            | Prueba             |
| ------------------ | ---------------------------- | ------------------ | ------------------ |
| 2003               | Lake Placid (Estados Unidos) | Medalla de bronce  | Cuádruple          |
| 2005               | Calgary (Canadá)             | Medalla de plata   | Cuádruple          |
| Campeonato Europeo |                              |                    |                    |
| Año                | Lugar                        | Medalla            | Prueba             |
| 2005               | Altenberg (Alemania)         | Medalla de oro     | Cuádruple          |
| 2006               | Sankt Moritz (Suiza)         | Medalla de bronce  | Cuádruple          |